# Нојфраунхофен
Нојфраунхофен (њем. Neufraunhofen) општина је у њемачкој савезној држави Баварска. Једно је од 35 општинских средишта округа Ландсхут. Према процјени из 2010. у општини је живјело 1.102 становника. Посједује регионалну шифру (AGS) 9274154.

## Географски и демографски подаци
Нојфраунхофен се налази у савезној држави Баварска у округу Ландсхут. Општина се налази на надморској висини од 495 метара. Површина општине износи 17,9 km². У самом мјесту је, према процјени из 2010. године, живјело 1.102 становника. Просјечна густина становништва износи 61 становника/km².